# Van Amstelklasse
De Van Amstelklasse is een voormalige scheepsklasse van zes fregatten die dienstdeden als destroyer escorts van de Bostwick- of Cannonklasse van de Amerikaanse marine. In het kader van het MDAP-programma werden ze in 1950 aan de Koninklijke Marine in bruikleen gegeven.
In 1967 gingen ze terug naar de Verenigde Staten en werden ze vervangen door de fregatten van de Van Speijkklasse.

## Schepen
- Hr.Ms. Van Amstel (F 806) – ex-DE 195 Burrows; gebouwd: 1944; overgedragen: 1950
- Hr.Ms. De Bitter (F 807) – ex-USS Rinehart; 1943/1950
- Hr.Ms. Van Ewijck (F 808) – ex-USS Gustafson; 1943/1950
- Hr.Ms. Dubois (F 809) – ex-USS O'Neill; 1943/1951
- Hr.Ms. De Zeeuw (F 810) – ex-USS Eisner; 1944/1951
- Hr.Ms. Van Zijll (F 811) – ex-USS Stern; 1943/1951

## Zie ook

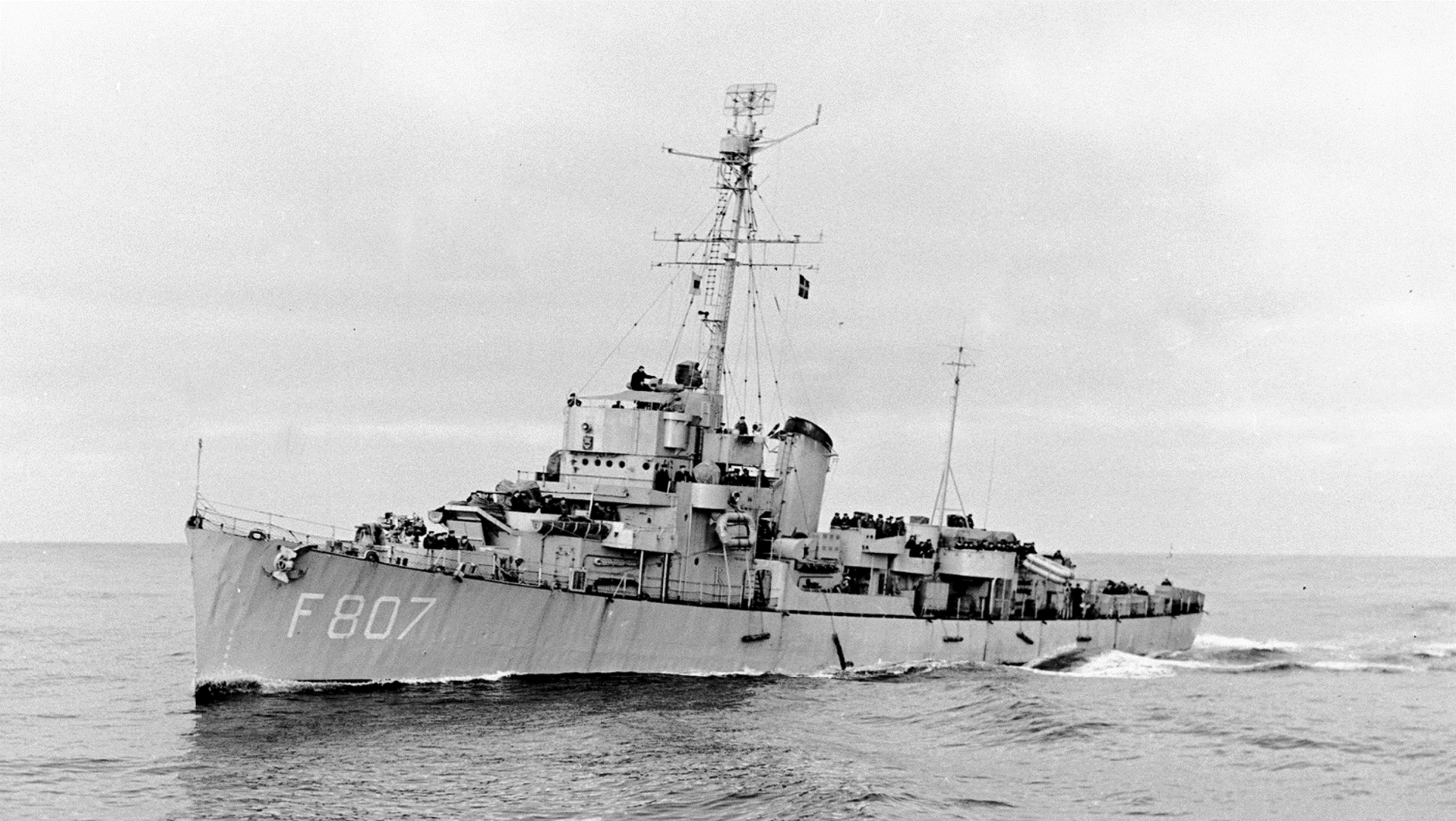
Hr.Ms. De Bitter (F807)